# Ludovico degli Arrighi

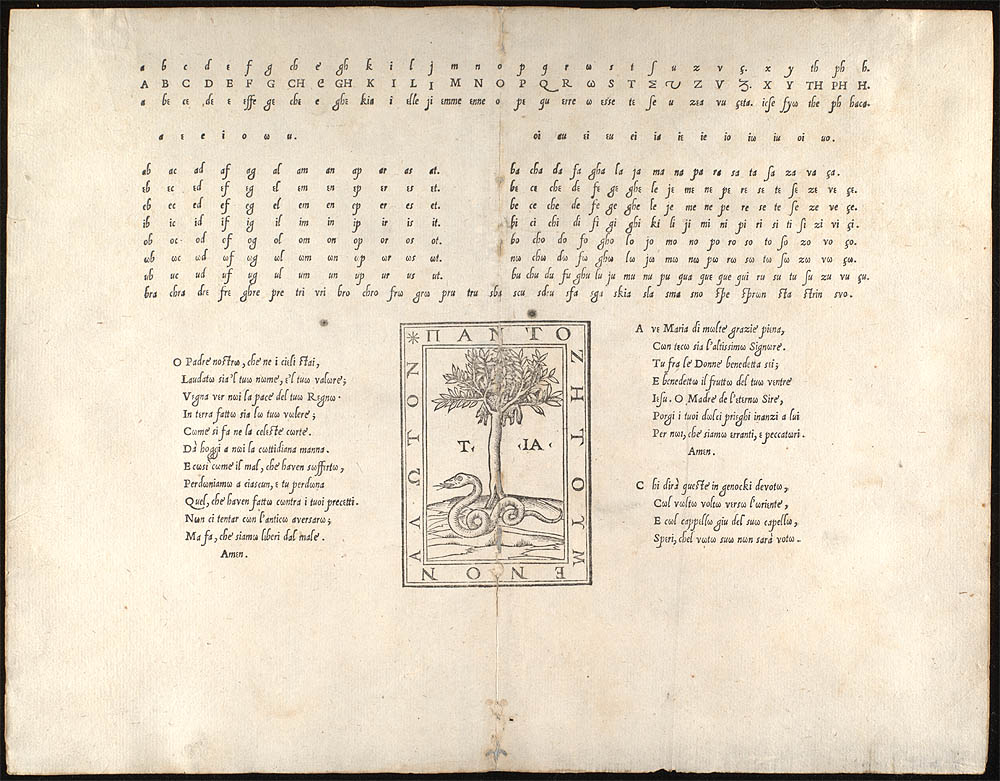
Lettertype ontwerp van de cancelleresca corsiva door Arrighi

Vicentino Ludovico degli Arrighi was een bekende Italiaanse letterontwerper, drukker en boekuitgever in de 14e eeuw.
Ludovico degli Arrighi begon zijn loopbaan als drukker en uitgever in 1524 samen met Lautizio Perugino, een goudsmit die waarschijnlijk ingezet was als stempelsnijder. Arrighi baseerde zijn letterontwerpen op de Vaticaanse handgeschreven teksten genaamd cancelleresca corsiva.
Hij voorzag in handschriftpatronen voor de corsiva in zijn handleiding voor schrift La Operina, dat werd uitgegeven in 1522 te Rome. Overeenkomstig de Trissino lesmethode bevat deze ook de letters 'j' en 'v' (in het Latijn werden deze altijd tot 'i' en 'u' omgevormd).
Het uiterst zeldzame originele lettertypevoorbeeld hiernaast toont een compleet alfabet van Arrighi's corsiva. Er zijn lettercombinaties opgenomen ter verduidelijking hoe deze samen geschreven dienden te worden. Dan zijn er twee stukken geschreven, het "Onze Vader" en "Wees gegroet (Ave Maria)" in Italiaans. Het ontwerp van dit lettertype werd later herzien door Frederick Warde. Het werd later als basis genomen voor de cursieve tekenset van lettertype Centaur door Bruce Rogers.

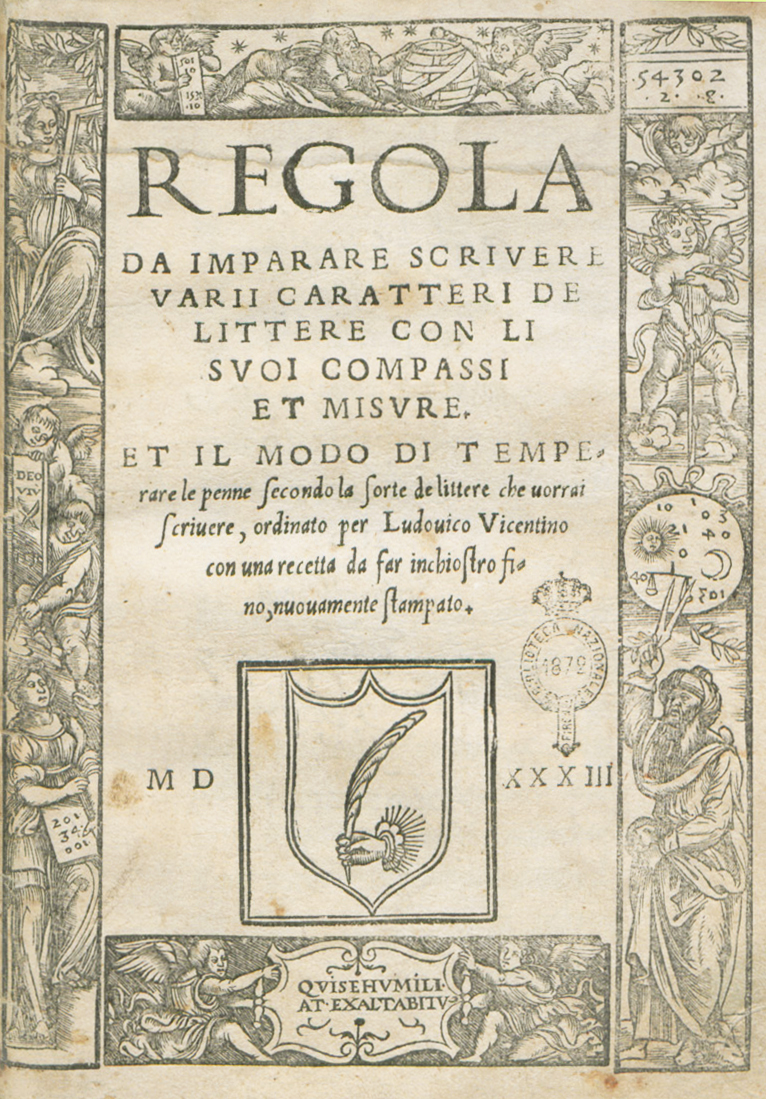
Regola da imparare scrivere varii caratteri de littere con li suoi compassi et misure, 1533